# 基娅拉·奥雷利娅
基娅拉·奥雷利娅·德·布拉科尼尔·达尔芬（Chiara Aurelia de Braconier d'Alphen，2002年9月13日—）是一位美国女演员。她在电影《杰拉德的游戏》（2017 年）和《后路》（2018 年）中开始了自己的青少年演员生涯。 她在Freeform青少年剧《残酷的夏天》（2021 年）中饰演珍妮特·特纳（Jeanette Turner）。

## 早期生活
奥里莉亚出生于新墨西哥州陶斯并在阿布奎基长大。 她五岁时开始在学校制作和当地戏剧班表演。 从 11 岁起，她就在阿尔伯克基和洛杉矶之间奔波，追求自己的事业。 她在李斯特拉斯伯格戏剧电影学院学习。

## 影視作品
| 年分 | 名稱                                                     | 角色                                                        | 備註                                   |
| ---- | -------------------------------------------------------- | ----------------------------------------------------------- | -------------------------------------- |
| 2014 | 《CSI犯罪現場》（CSI: Crime Scene Investigation）        | 凯伦·毕肖普（年轻）（young Karen Bishop）                   | 單集: 「Dead in his tracks」           |
| 2014 | 《美少女的謊言》（Pretty Little Liars）                  | 艾迪生（Addison）                                           | 單集: 「How the 'A' Stole Christmas」  |
| 2015 | 《卡特探員》（Agent Carter）                             | 伊娃（Eva）                                                 | 單集: 「The Iron Ceiling」             |
| 2015 | 《尼基、瑞奇、迪基和黎明》（Nicky, Ricky, Dicky & Dawn） | 丹妮丝（Denise）                                            | 單集: 「Quad-ventures in Babysitting」 |
| 2015 | 《可预见的》（Foreseeable）                              | 佐伊·威廉姆斯（Zoey Williams）                              | 電視電影                               |
| 2015 | 《音浪青春》（We Are Your Friends）                      | 凯利（Kayli）                                               |                                        |
| 2015 | 《大天空》（Big Sky）                                    | 优雅（Grace）                                               |                                        |
| 2016 | 《复苏之路》（Recovery Road）                            | 艾莉 (12岁时)（12 Year Old Ellie）                          | 單集: 「Sick as Our Secrets」          |
| 2016 | 《秘密夏天》（Secret Summer）                            | 海莉（Hailey）                                              | 電視電影                               |
| 2017 | 《杰拉德的游戏》（Gerald's Game）                        | 杰西（年轻）（young Jessie）                                |                                        |
| 2018 | 《勇敢》（The Brave）                                    | 维丽娜·柯蒂斯（Verina Curtis）                              | 2集                                    |
| 2018 | 《后路》（Back Roads）                                   | 米斯蒂·阿尔特迈尔（Misty Altmyer）                          |                                        |
| 2021 | 《告诉我你的秘密》（Tell Me Your Secrets）               | 玫瑰勋爵（Rose Lord）                                       | 主角                                   |
| 2021 | 《残酷的夏天》（Cruel Summer）                           | 珍妮特·特纳（Jeanette Turner）                              | 主角                                   |
| 2021 | 《恐懼大街2：1978》（Fear Street Part Two: 1978）        | 希拉（Sheila）                                              |                                        |
| 2022 | 《最幸运的女孩》（Luckiest Girl Alive）                  | 蒂芙尼·“阿尼”·法内利（年轻）（young Tiffani "Ani" Fanelli） |                                        |

## 获奖记录

### 奖项
- 电影摇滚国际电影节
  - 2015 — 最佳年轻艺术家（短片《Opal》）
- 巴姆奖
  - 2017 — 最佳年轻女配角表演（电影《杰拉德的游戏（英语：Gerald's Game (film)）》）
- 青年艺人奖
  - 2018 — 最佳年轻女配角 – 独立或电影节故事片（电影《杰拉德的游戏》）
  - 2019 — 最佳年轻女配角 – 独立或电影节故事片（电影《后路（英语：Back Roads (2018 film)）》)

### 提名
- 青年艺术家奖
  - 2016 — 电视电影或特别节目中的最佳表演 - 年轻女演员（电视电影《秘密夏天》）
- 国家电影电视奖
  - 2019 — 最佳新人[5]
- 好莱坞评论家协会电视奖
  - 2021 — 广播网络或有线电视系列剧最佳女主角（电视剧《残酷的夏天（英语：Cruel Summer (TV series)）》）[6]
- 女性形象网络奖（英语：Women's Image Network Awards）
  - 2021 — 剧情类剧集杰出女演员（电视剧《残酷的夏天》）
- 评论家选择电影奖
  - 2022 — 剧情类最佳女主角（电视剧《残酷的夏天》）[7]

## 外部連結
- 基娅拉·奥雷利娅在互联网电影资料库（IMDb）上的資料（英文）
- 基娅拉·奥雷利娅的Instagram帳戶